# Simulium lawnhillense
Simulium lawnhillense är en tvåvingeart som beskrevs av Colbo 1976. Simulium lawnhillense ingår i släktet Simulium och familjen knott. Inga underarter finns listade i Catalogue of Life.